# Vladimir Meňšov
Vladimir Valentinovič Meňšov (rusky Влади́мир Валенти́нович Меньшо́в, 17. září 1939 Baku – 5. července 2021) byl ruský herec a režisér. Aktivnější byl jako herec (hrál například v Noční hlídce), nicméně světové proslulosti dosáhl zejména jako režisér filmu Moskva slzám nevěří z roku 1979, který získal řadu ocenění, mimo jiné Oskara za nejlepší cizojazyčný film.
Byl mimo jiné národním umělcem Ruské federace a čestným občanem Astrachaně.

## Život
Vladimir Meňšov se narodil 17. září 1939 v Baku v Ázerbájdžánské sovětské socialistické republice. Jeho otec byl Valentin Michajlovič Meňšov (1912–1974, povoláním nejdříve námořník, pak pracovník NKVD) a jeho byla matka Antonina Alexandrovna Meňšova (rozená Dubovskaja, 1905–1964). Měl o dva roky mladší sestru Irinu.
Od roku 2003 byl členem politické strany Jednotné Rusko.
Jeho manželkou byla herečka Vera Valentinovna Alentova. Jejich dcerou je herečka a moderátorka Julija Vladimirovna Menšova.
Zemřel na následky covidu-19.